# سویانا (روسیه)
سویانا (به لاتین: Soyana) یک منطقهٔ مسکونی در روسیه است که در استان آرخانگلسک واقع شده‌است.